# 武谷祐之
武谷 祐之（たけや ゆうし（「すけゆき」との記載もあり）、文政3年4月2日〈1820年5月13日〉 - 明治27年（1894年）2月1日）は、江戸時代、明治時代の医学者（蘭方医）。福岡藩藩医。号は椋亭、澧蘭、鷗洲、三餘学人。字（あざな）は元吉。

## 生涯
蘭方医武谷元立の長男として、筑前国鞍手郡高野村（現・福岡県宮若市）に生まれる。月形鷦窠、天保7年（1836年）広瀬淡窓に儒学を学び、天保14年（1843年）大坂に出て、緒方洪庵の適塾に入り西洋医学、蘭学を修めた。弘化3年（1846年）種痘書『接痘瑣言』を翻訳した。
嘉永元年（1848年）福岡に帰り、郡の頭取医として、モーニッケがもたらした痘苗を入手し、藩内において種痘を実施した。
安政2年（1855年）福岡藩城代組医兼製煉方御用に登用され、その後福岡藩主黒田長溥の侍医となり、以来藩の医政に関与し、西洋文物を取り入れることに力を入れ、医事済生の発展に貢献した。肝油の製造や、福岡藩内の蘭学者の育成に努めている。藩医学校の設立の必要を上言して容れられ、慶応3年（1867年）城下に藩医学校「賛生館」（九州大学の起源）を設立。漢洋両科、附属病院を置き、藩医の子弟のみならず、あまねく医学志望者の入学を許可し、自ら督学となり采配をふるった。
明治維新後は、藩主に従い、東京に居住したが、病を得て、明治10年（1877年）帰郷。
著書に、種痘書『牛痘告諭』、自伝『南柯一夢』などがある。